# 1902 au Québec
Cet article traite des événements survenus en 1902 au Québec. 

## Événements

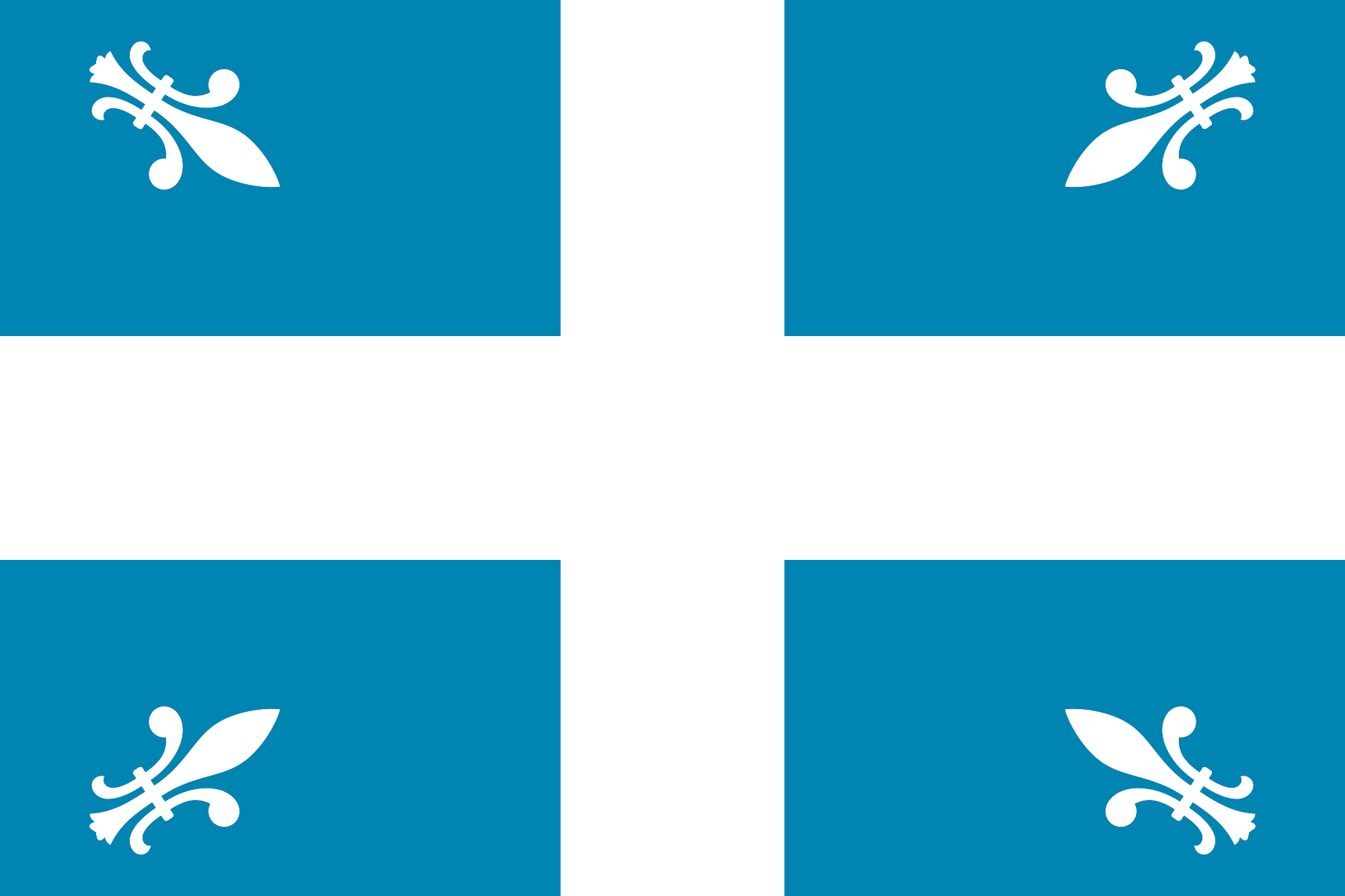
Ancêtre du drapeau du Québec, le Carillon conçu par Eugène Filiatrault

### Janvier
- Janvier : le député nationaliste Henri Bourassa publie une brochure intitulée Grande-Bretagne et Canada, dans laquelle il dénonce violemment l'impérialisme britannique[1].
- 31 janvier : le libéral Arthur Godbout remporte l'élection partielle de Beauce[2].

### Février
- 1er février : le député libéral de Montréal no 4, James Cochrane, est élu maire de Montréal lors des élections municipales. Il obtient environ 1 000 voix de plus que son adversaire Richard Wilson Smith, qui était financé par les hommes d'affaires de la ville[3].
- 3 février : le Théâtre des Nouveautés est inauguré à Montréal. Il s'agit du deuxième théâtre professionnel permanent au Québec après le Théâtre national. Il fermera ses portes en 1908.
- 4 février : l'Association des athlètes amateurs de Montréal remporte la troisième Coupe Stanley de son histoire face aux Victorias de Winnipeg[4].
- 13 février : 
  - ouverture de la deuxième session de la 10e législature (en). Le discours du Trône annonce la création d'une commission chargée d'élaborer de nouvelles idées pour développer la colonisation[5].
  - le député conservateur de Lotbinière Napoléon Lemay passe du côté des libéraux. Les conservateurs ne sont plus que de six à l'Assemblée législative[5].

### Mars
- Mars : le poète Émile Nelligan connaît un succès au Château Ramezay lorsqu'il récite son poème Romance du vin. Il sombre dans la folie quelques jours plus tard[6].
- 18 mars : lors de son discours du budget, le trésorier Thomas Duffy (en) annonce un surplus de 71 000 $[7].
- 21 mars : Exécution publique de Stanislas Lacroix à la prison de Hull. Lacroix a été condamné pour le meurtre de sa femme et d'un vieillard à Montebello. Il s'agit de la dernière exécution publique à survenir au Canada.
- 26 mars : 
  - la session est prorogée.
  - la loi constituant en corporation la Beauharnois Light, Heat and Power est sanctionnée.
- 29 mars : le Journal de Françoise commence à paraître. Fondé par Robertine Barry, il dénonce certaines inégalités entre les hommes et les femmes et demande de meilleures conditions de travail pour celles-ci[8].

### Avril
- 27 avril : Henri Bourassa dénonce de nouveau l'impérialisme britannique lors d'un discours au Monument national. Il critique les demandes de Londres, faisant pression sur le gouvernement canadien pour une plus grande participation à la seconde guerre des Boers. À propos de l'Angleterre, il déclare: « Nous ne lui devons ni rancune ni reconnaissance[9]. ».

### Mai
- 7 mai : la Chambre de commerce de Montréal demande au gouvernement fédéral de réserver ses ressources pour son propre développement économique[10].
- 10 mai : Simon-Napoléon Parent remplace au ministère de l'Agriculture François-Gilbert Miville Dechêne (en), qui vient de mourir.
- 31 mai : la seconde guerre des Boers se termine officiellement. Le gouvernement fédéral avait accepté d'envoyer trois contingents canadiens de 8 000 volontaires en Afrique du Sud pour assister les troupes britanniques[11].

### Juin
- 12 juin : dans une lettre ouverte à Presse, le président de la Chambre de commerce canadienne-française de Montréal, Joseph-Xavier Perrault, demande au premier ministre canadien, Wilfrid Laurier, de déclarer l'indépendance du Canada[12].
- 24 juin : l'Université Laval fête son cinquantenaire.
- 30 juin : le premier ministre, Simon-Napoléon Parent, procède à un remaniement ministériel dans son gouvernement. Amédée Robitaille devient secrétaire de la province et Adélard Turgeon ministre de l'Agriculture[13].

### Juillet
- Juillet : le gouvernement Parent crée une commission chargée d'enquêter sur les problèmes de la colonisation et les moyens de les surmonter[14].
- 11 juillet : le nouveau ministre Amédée Robitaille remporte l'élection partielle de Québec-Centre[15].
- 23 juillet : le monastère des Trappistes à Oka est rasé par un incendie. Les dégâts sont évalués à 300 000 $; il ne reste plus que les murs en pierre. Il n'y a heureusement aucune perte de vie[16].

### Août
- Août : lors d'une conférence intercoloniale tenue à Londres à l'occasion du couronnement du roi d'Angleterre, le premier ministre Laurier s'engage à contribuer aux frais de la marine britannique[17].
- 9 août : Thomas Duffy (en) représente le Québec au couronnement du roi Édouard VII[18].

### Septembre
- Septembre : 
  - une grande partie du village de Labelle est rasée par un incendie[19].
  - le Congrès des métiers et du travail du Canada, qui tient son congrès à Kitchener en Ontario, expulse de ses rangs tous les syndicats n'étant pas affiliés à des unions internationales (17 de ces 23 syndicats viennent du Québec)[20].

### Octobre
- 3 octobre : trois élections partielles ont lieu. Les conservateurs remportent celles de Soulanges et de Stanstead. Dans L'Islet, un cultivateur du nom de Joseph-Édouard Caron remporte la victoire[21].
- 16 octobre : Wilfrid Laurier est de retour au Canada après un séjour de 4 mois en Europe. Il est reçu triomphalement à Québec[22].
- 21 octobre : le ministre fédéral des Travaux publics, Joseph-Israël Tarte, donne sa démission. Il s'oppose à la politique libre-échangiste de Laurier et préconise un protectionnisme fort[23].
- 31 octobre : le gouvernement Parent annonce la création d'une école de police du Québec[24].

### Novembre
- Novembre : Godfroy Langlois fonde la Ligue de l'enseignement, dont le but est de faire pression sur le gouvernement pour améliorer le système d'éducation québécois[25].
- 21 novembre : Henri-Elzéar Taschereau devient le premier francophone à être nommé juge en chef de la Cour suprême du Canada[26].

- 28 novembre : l'Orchestre symphonique de Québec donne son premier concert au Tara Hall. Son premier chef d'orchestre est Joseph Vézina[27].

### Décembre
- 14 décembre : l'Hôtel Victoria de Québec est détruit par un incendie qui cause la mort de deux personnes. Les dégâts sont évalués à 100 000 $[28].
- 18 au 20 décembre : la seconde conférence interprovinciale (la première avait eu lieu en 1887) se tient à Québec. On y discute d'un rajustement du subside fédéral et de la construction d'un nouveau chemin de fer transcanadien[29].

## Naissances
- 22 janvier - Jean-Paul Beaulieu (politicien) († 14 novembre 1976)
- 7 mars - Louis-Alexandre Bélisle (journaliste) († 12 septembre 1985)
- 13 avril - Maurice Proulx (cinéaste) († 7 juin 1988)
- 14 avril - Sylvio Mantha (joueur et entraineur de hockey) († 7 août 1974)
- 22 avril - Charles-Eugène Parent (personnalité religieuse) († 2 juin 1982)
- 24 mai - Sylvia Daoust (sculptrice) († 19 juillet 2004)
- 22 juin - Lucie de Vienne (actrice) († 18 janvier 1973)
- 1er juillet - Anne-Marie Ducharme (actrice) († 15 février 1985)
- 27 juillet - John Sheppard (joueur de hockey) († 28 août 1969)
- 10 août - Norma Shearer (actrice) († 12 juin 1983)
- 21 septembre - Howard Morenz - (joueur de hockey sur glace) († 8 mars 1937)
- 26 octobre - Françoise Gaudet-Smet (journaliste et animatrice) († 4 septembre 1986)
- 25 novembre - Germaine Giroux (actrice) († 16 août 1975)
- 28 décembre - Paul Guèvremont (acteur) († 9 mai 1979)
- 29 décembre - Nelson Stewart (joueur de hockey) († 21 août 1957)

## Décès
- 28 mars - Jules-Joseph-Taschereau Frémont (auteur, avocat, professeur et politicien) (º 20 décembre 1855)
- 28 avril - Cyprien Tanguay (généalogiste) (º 15 septembre 1819)
- 10 mai - François-Gilbert Miville Dechêne (en) (politicien) (º 18 août 1859)
- 14 mai - George Caron (politicien) (º 4 mars 1823)